# Хатинь (провинция)

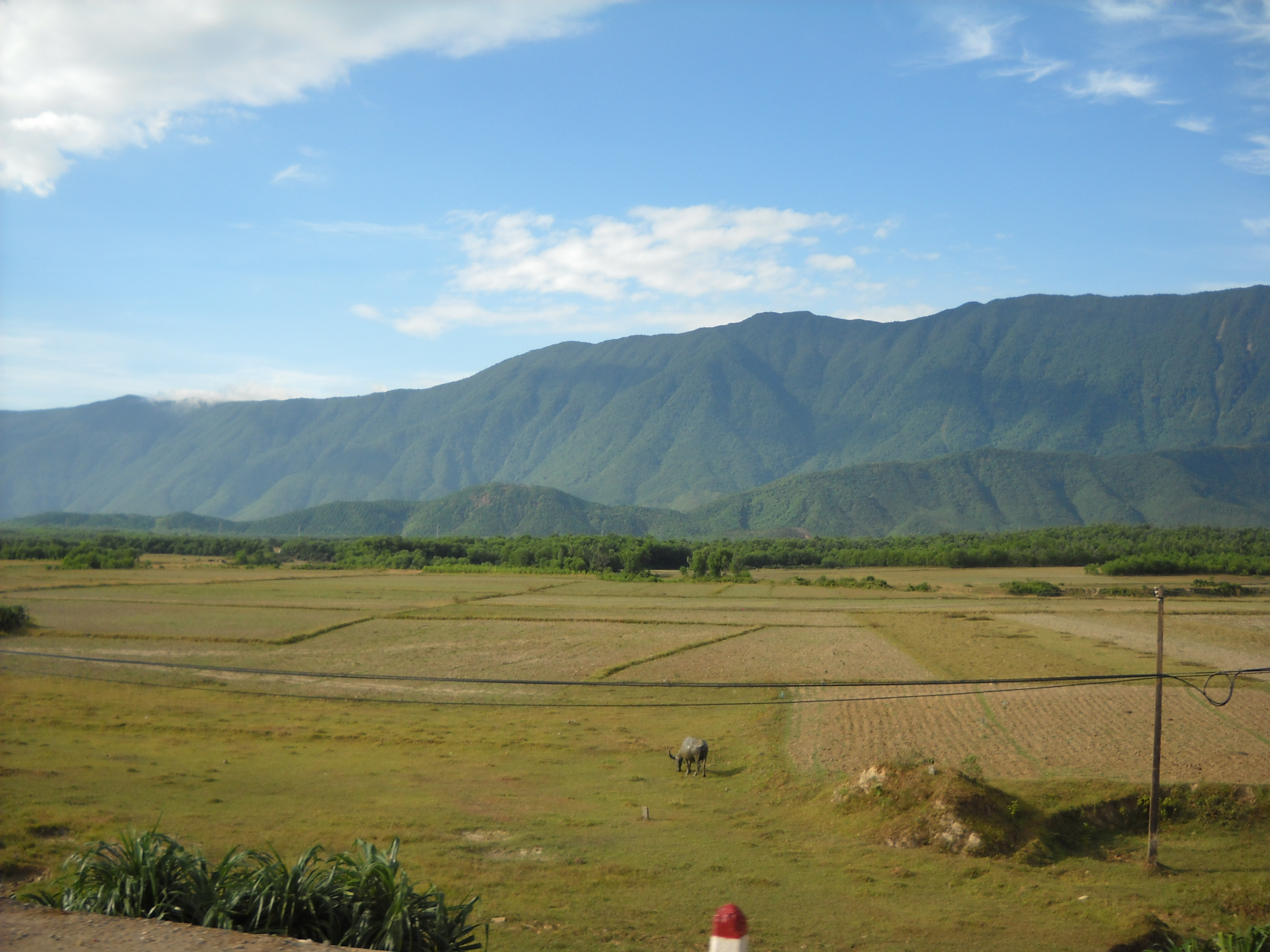
Пейзаж Хатиня (на дальнем плане — хребет Hoành Sơn)

Хати́нь (вьет. Hà Tĩnh) — провинция в северной части центрального Вьетнама.

## Положение и климат
На севере провинция Хатинь граничит с провинцией Нгеан, на юге — провинцией Куангбинь, на западе — с Лаосом. С востока омывается Южно-Китайским морем. Площадь — 6 026 км².
Средняя годовая температура 24 °C. Дождливый сезон длится с августа по ноябрь. Остальное время — сухой сезон. Климат тропический муссонный.

## Административное деление
Хатинь подразделяется на следующие административные единицы:
- Город провинциального подчинения Хатинь
- город Хонглинь (Hồng Lĩnh)
- Уезд Камсуен (Cẩm Xuyên)
- Уезд Канлок (Can Lộc)
- Уезд Дыктхо (Đức Thọ)
- Уезд Хыонгкхе (Hương Khê)
- Уезд Хыонгшон (Hương Sơn)
- Уезд Киань (Kỳ Anh)
- Уезд Локха (Lộc Hà)
- Уезд Нгисуан (Nghi Xuân)
- Уезд Тхатьха (Thạch Hà)
- Уезд Вукуанг (Vũ Quang)

## Экономика
Хатинь — одна из самых бедных провинций страны. Однако она располагает богатыми природными запасами. Минеральные ресурсы провинции — это железная руда (месторождение Thach Khe, 544 млн тонн), титан (5 млн тонн), золото, марганец, каменный уголь, цирконий.
Через провинцию проходит железная дорога, имеется сеть автомобильных дорог с твердым покрытием. В провинции находится морской порт Вунганг (Vung Ang).
В провинции выращивается рис, кофе, орехи кешью, ананасы. В море расположены плантации креветок, распространено морское рыболовство и разведение пресноводной рыбы.